# شاپور پولادی
شاپور پولادی (زادهٔ ۱۳۴۸ در چرداول) نمایندهٔ حوزهٔ انتخابیهٔ ایلام، سیروان، ایوان، مهران، شهرستان چرداول در دورهٔ هشتم مجلس شورای اسلامی بوده‌است.